# Savolainen osakunta
Savolainen osakunta (en français : Nation des Savoniens, sigle SavO) est l'une des 15 nations étudiantes de l'Université d'Helsinki.
De langue finnoise, elle est fondée en 1933 pour représenter les étudiants de la Savonie.

## Membres honoraires
Les membres honoraires sont:
- Thiodolf Rein (1905)
- Juhani Aho (1908)
- E. G. Palmén (1910)
- P. E. Svinhufvud (1917)
- Otto Manninen
- Konstantin Päts (1930)
- Oswald Renkonen
- A. F. Puukko
- Ilmari Salomies (1953)
- Paavo Johannes Hynninen (1958)
- Mauno J. Kotilainen (1961)
- Martti Ruutu (1962)
- Olavi Nieminen (1980)
- Erik Elinder (1992)
- Kai Laitinen (1995)
- Antero Nederström (2001)
- Mirja Saari
- Mauno Kosonen (2014)
- Rauno Puisto (2020)
- Olli Rehn (2020)